# Києво (Щецин)
Києво (пол. Kijewo, нім. Rosengarten) — допоміжна адміністративна одиниця (оседлє) Щецина, що входить до адміністративного району Правобережжя. SIMC — 0978220.
Міститься на правому березі Одри, на схід від щецинського Старого міста. Засноване 29 грудня 1752 року. До 1945 року, коли Щецин (тодішній «Штетін») лежав у межах Німеччини, ця місцевість була передмістям, німецька назва якого була «Штетін-Кінвердер» (нім. Stettin-Kienwerder).

## Історія
До 1937 р. входило до складу прусського повіту Рандов, далі (до 1939) було дільницею міста Домб'є, під час Другої світової війни — дільниця Великого Щецина, а з 1945 року — село у Грифінському повіті. З 1948 р. — знову у межах Щецина. Назва поселення походить від прізвища прусського генерала кавалерії фон Киова (von Kyowa).
Польську назву Kijewo офіційно запроваджено згідно з розпорядженням міністерств державного управління та повернених територій від 1 липня 1947 року. Ранішими, тимчасовими назвами були «Чанев», «Чанув», «Осетно» і «Осетне Поле».
На території Києва знайдено дві сокирки доби неоліту (8800—2200 до н. е.)
В епоху бронзи (2200—700 рр. до н. е.) існувало поселення і могильник кремованих тіл, де видобуто дві глиняні посудини.
З доби середньовіччя походить знайдений тут брусок, датований ХІІ століттям.

## Населення
- 1885—344 душі
- 1925—1263 душі
- 1935—1673 душі
- 2003—2735 душ
- 2010 — 3124 душі